# Schlacht bei Trentschin
Die Schlacht bei Trentschin (ungarisch trencséni csata, slowakisch bitka pri Trenčíne) war eine militärische Auseinandersetzung zwischen einer von Sigbert Heister befehligte Habsburger Kaiserlichen Armee und den Aufständischen von Franz II. Rákóczi. Sie fand etwa sechs Kilometer südlich von damaligen Trentschin im Königreich Ungarn, heute Trenčín in der Westslowakei zwischen den heutigen Gemeinden Soblahov, Trenčianska Turná, Mníchova Lehota und Trenčianske Stankovce statt. Die Schlacht endete mit großen Verlusten der Aufständischen und markierte einen Wendepunkt des Rákóczi-Aufstandes, da die Habsburger die Oberhand behielten und schließlich 1711 den Aufstand niederschlagen konnten.

## Vorgeschichte
1708 entschied sich Rákóczi zu einem Feldzug nach Schlesien, um die Unterstützung des preußischen Königs Friedrich Wilhelm für den Aufstand erhalten zu können und eventuell ihm den Weg auf den ungarischen Thron vorzubereiten. Doch auf Drängen seiner Generäle folgte der Marsch durch das obere Waagtal, um die Burg von Trentschin, die im habsburgischen Besitz war, zu erobern, nachdem das Vorhaben, seine Kräfte zu teilen scheiterte. Doch der langsame Marsch ermöglichte dem Habsburger Befehlshaber Sigbert Heister die Besatzung in der Burg zu verstärken. Allerdings hatte er mit insgesamt 8.000 Mann einen deutlichen Nachteil gegen das 15.000 Mann zählende aufständische Heer, das auch 12 Geschütze besaß.

## Verlauf
Nach dem mühsamen nächtlichen Marsch erreichte gegen sechs Uhr das Heer von Heister das hügelige Schlachtfeld bei der heutigen Gemeinde Trenčianske Stankovce. Die Kuruzzen lagerten entlang der Straße von Trentschin nach Mníchova Lehota und waren folgendermaßen aufgeteilt: 
- am rechten Flügel (zwischen Mníchova Lehota und Soblahov) stand die leichte Reiterei und Infanterie unter Lorenz Pekris Befehl, teilweise vom unübersichtlichen Gelände bedeckt
- das Zentrum beim Dorf Hámry (heute Teil von Trenčianska Turná) stand unter dem Befehl von Rákóczi und umfasste deutsche und polnische Karabinieren; hier befand sich auch die Artillerie unter General de la Motte
- der linke Flügel (zwischen Trenčianska Turná und Trenčianske Stankovce) umfasste der Rest der Infanterie

Als Heister die Stärke der Kuruzzen sah, wollte er einer Schlacht auf dem unübersichtlichen Schlachtfeld  ausweichen und sich unter Schutz der Kanonen auf die Burg von Trentschin begeben. Während der Umgruppierungen eröffnete die Kuruzzen-Artillerie gegen 8 Uhr das Feuer auf die kaiserliche Armee und gleichzeitig begann die Reiterei auf dem rechten Flügel vorzurücken. Auf dem Weg befand sich jedoch ein Damm zwischen zwei Teichen und  unübersichtliches Terrain, das nicht für einen Reiterangriff geeignet war. Nachdem Pekri auf die Risiken eines solchen Manövers aufmerksam gemacht wurde, gab er den Befehl zum Rückzug, was zu chaotischen Verhältnissen führte. Dies wurde vom kaiserlichen Befehlshaber Johann Pálffy genutzt und er griff mit seiner Reiterei die in Unordnung verwickelte Kuruzzen-Reiterei an, die anschließend in der Panik flüchtete.
Mittlerweile begann der harte Kampf auch an den anderen Teilen des Schlachtfeldes. Rákóczis Infanterie am Zentrum und linken Flügel konnte sich bisher gegen die Kaiserlichen wehren, doch die Flucht der Reiterei brachte Unsicherheit in sein Heer. Daher wollte Rákóczi selbst die Moral seiner Soldaten erhöhen und ritt auf seinem Pferd auf das Schlachtfeld. Beim Überspringen eines Grabens fiel er aber zu Boden, verletzte sich und fiel in Ohnmacht. Obwohl er vor den kaiserlichen Truppen gerettet werden konnte, verbreitete sich die Nachricht über seinen angeblichen Tod, was für Panik unter seinen Einheiten sorgte, die anschließend flohen. Innerhalb drei Stunden konnte Heisters Heer die fast doppelt so starken Kuruzzen schlagen, bis der Rest im allgemeinen Rückzug um 11 Uhr über das Gebirge nach Topoltschan und Nitrianska Streda floh.
In der Schlacht fielen etwa 3.000 Mann des Kuruzzen-Heers auf dem Schlachtfeld, darunter auch General de la Motte. 500 Mann wurden gefangen genommen und alle Kuruzzen-Geschütze wurden von Heisters Heer genommen, dessen Verluste nur 200 Mann betrugen.

## Folgen
In der Schlacht bei Trentschin erlitt das Kuruzzen-Heer gegen ein erfahrenes und ausgebildetes kaiserliches Heer eine schwere Niederlage und die niedrigere Kampffähigkeit zeigte sich. Mit Ausnahme einiger kleinerer Siege konnten die Aufständischen keine kaiserlichen Angriffe mehr abwehren. Bis zum Ende des Jahres verloren die Kuruzzen die heutige West- und Mittelslowakei und trotz eines letzten Versuchs Rákóczis, im Dezember 1708 auf einem Treffen ohne viele der ehemaligen Kämpfer, die geflohen oder auf die habsburgische Seite übergetreten waren, noch einmal gegen die Habsburger aufzuhetzen, konnte die endgültige Niederlage nicht gestoppt werden. Die letzten Zentren des Aufstandes in Muran und Kaschau ergaben sich im April 1711. Der kurz darauf geschlossene Friede von Sathmar (29. April) bedeutete das endgültige Ende des Aufstands.